# Euphorbia emirnensis
Euphorbia emirnensis là một loài thực vật thuộc họ Euphorbiaceae. Loài này có ở Comoros, Madagascar, và Mayotte. Môi trường sống tự nhiên của chúng là đồng cỏ nhiệt đới hoặc cận nhiệt đới vùng đất cao. Chúng hiện đang bị đe dọa vì mất nơi sống.